# 金相和
金相和（1900年2月—1931年2月），朝鲜族，抗日战争时期中共汪清县委第二任书记。

## 生平
1900年2月，金相和出生于清朝延吉县（今龙井市）一个贫苦的农民家庭，是家中长子，1924年随家人迁至汪清县蛤蟆塘村。受当地进步知识分子影响，他开始参加革命活动，并于1927年加入朝鲜共产党:5-6。1928年，他与其他革命者一起建立起“互助同盟”、“青年会”、“少年团”等群众团体，并通过夜校等形式宣传俄国十月革命和马克思主义思想:154。
1930年“红五月斗争”期间，金相和组织蛤蟆塘村农民赤卫队、反帝同盟和儿童团与县赤卫队一起处决了南蛤蟆塘地主汉奸潘光友，并把粮食分发给贫农。同年7月，他根据共产国际“一国一党”原则转籍中国共产党。同年8月，他参加了突袭牡丹池村的斗争，处决了池昌烈、池昌浩和李昌渊等汉奸。:154-155
金相和加入中国共产党之后，在中共延和中心县委的领导下建立了蛤蟆塘支部，后于1930年9月成立蛤蟆塘区委，并任区委书记。同年10月中共汪清县委成立后，蛤蟆塘区委转归汪清县委。金相和继续任区委书记。期间，他带领农民赤卫队配合游击队铲除了汉奸金艺松、日军保卫团翻译、反动耶稣教主教等人。:155:6
1931年1月时任中共汪清县委书记金勋被捕入狱后，金相和接任了汪清县委书记一职。同年2月（一说2月15日一说2月1日）凌晨，汉奸权守正为首的600余人“讨伐队”突袭包围北蛤蟆塘大房子村，挨户搜查共产党。正在与蛤蟆塘支部书记韩永浩开会的金相和被捕。审讯期间，金相和遭到酷刑，但始终不屈服。次日，金相和从昏迷中醒来后，示意需要笔墨，然后在纸上写到：“我是这个地方的负责人，被监禁在这里的人都是无辜的平民百姓，你们应立即释放他们”。“讨伐队”旋即将他枪杀，后砍掉他的头颅悬挂在村头大树上:575:185-186。金相和牺牲后，村民冒险为他举行了追悼会:6。

## 纪念
- 吉林省延边朝鲜族自治州汪清县大兴沟镇后河村建有金相和烈士陵园。陵园内有金相和墓，半身像和纪念碑。[5]